# S/S Normandie
S/S Normandie var ett franskt atlantfartyg som byggdes vid Penhoëtvarvet i Saint-Nazaire.

## Design
Fartyget hade en total längd av 313,75 meter, längd mellan perpendiklerna 293,2 meter, bredd 35,9 meter, sidohöjd till promenaddäck 28 meter, djupgående 11,16 meter, deplacement 67500 ton och bruttotonnage av omkring 75000 ton.
Fartyget drevs av fyra elektromotorer som fick ström från 4 ångturbingeneratoorer eldade med 29 oljeeldade vattenrörpannor med en total effekt på 160000 hästkrafter, vilket gav fartyget en hastighet på drygt 32 knop (knappt 60 km/h). Fartyget var inrett för 2170 passagerare och en besättning på 1320 man.

## Historia
Normandie sjösattes 1932 och tillhörde Compagnie générale transatlantique och var världens största fartyg fram till dess att RMS Queen Mary sjösattes 1934.
S/S Normandie befann sig vid andra världskrigets utbrott i New York och rekvirerades 1941 av amerikanska marinen. Hon härjades av brand i New Yorks hamn 1942 och kapsejsade under släckningsinsatserna. Hon skrotades 1946.